# Karin Moroder
Karin Moroder (Bolzano, 30 novembre 1974) è un'ex fondista italiana.

## Biografia
Originaria di Santa Cristina Valgardena, esordì in campo internazionale ai Mondiali juniores del 1994, senza conseguire risultati di rilievo. In Coppa del Mondo debuttò il 20 dicembre 1994 nella 5 km a tecnica libera di Sappada (45ª) e ottenne il primo podio il 7 dicembre 1997 nella staffetta di Santa Caterina di Valfurva (3ª).
In carriera partecipò a tre edizioni dei Giochi olimpici invernali,  Nagano 1998 (30ª nella 15 km, non conclude la 30 km, 3ª nella staffetta), Salt Lake City 2002 (26ª nella sprint) e Vancouver 2010 (39ª nella sprint), e a cinque dei Campionati mondiali (24ª nella sprint di Lahti 2001 il miglior risultato).
Si ritirò dalle competizioni al termine dei Giochi di Vancouver.

## Palmarès

### Olimpiadi
- 1 medaglia:
  - 1 bronzo (staffetta a Nagano 1998)

### Coppa del Mondo
- Miglior piazzamento in classifica generale: 28ª nel 2001
- 6 podi (1 individuale, 5 a squadre[2]):
  - 2 secondi posti (a squadre)
  - 4 terzi posti (1 individuale, 3 a squadre)

### Campionati italiani
- 7 medaglie[1]:
  - 2 ori (10 km TC, sprint TC nel 2006)
  - 3 argenti (sprint TL nel 2008; 30 km TC nel 2009; inseguimento nel 2010)
  - 2 bronzi (inseguimento nel 2008; sprint TL nel 2009)